# Panopsis yolombo
Panopsis yolombo är en tvåhjärtbladig växtart som först beskrevs av Posada, och fick sitt nu gällande namn av Ellsworth Paine Killip. Panopsis yolombo ingår i släktet Panopsis och familjen Proteaceae. Inga underarter finns listade i Catalogue of Life.